# WX24
WX24는 일본의 위성방송 사업자로 날씨정보를 주로 방송하는 데이터 방송을 하고 있다.

## 연혁
- 1990년 1월 26일 WX24 설립.
- 1991년 10월 케이블 텔레비전 방송국을 위해 통신위성을 이용한 기상 정보 프로그램 「날씨 채널」 전국 전송 서비스 개시.
- 1995년 10월 CS디지털 방송 PerfecTV!에서, 기상 정보 전문 채널 「웨더 샤워 24」방송 개시.
- 1997년 12월 CS디지털 방송 다이렉TV에서 기상 정보 전문 채널 「인텔리전트 웨더 뉴스」 방송 개시.
- 2000년 9월 30일 다이렉TV를 통한 방송을 종료.
- 2000년 12월 1일 BS디지털 기상 전문 독립 데이터 방송「웨더 뉴스」(910ch) 개시.
- 2007년 5월 31일 SKY PerfecTV!를 통한 방송 종료.
- 2010년 12월 1일 주식회사 더블유엑스 24를 주식회사 웨더뉴스에 흡수 합병

## 채널 정보

### 현재 방송 중인 채널
독립 데이터 방송 웨더뉴스
- BS디지털 방송 910ch - 24시간 무료 방송.

### 과거 방송되던 채널
텔레비전 방송
- SKY PerfecTV! 744ch - 2007년 5월 31일 방송 종료.